# يانغ لينا
يانغ لينا (بالصينية: 杨莉娜؛ بالإنجليزية: Yang Lina) هي ممثلة سنغافورية، ولدت في 1962 في سنغافورة، وتوفيت بنفس المكان في 20 مارس 2010 بسبب سرطان الرحم.